# 테레자 람바
테레자 람바(체코어: Tereza Ramba, 1989년 9월 29일~)는 체코의 배우, 댄서이다.
결혼 전 이름은 테레자 보르지슈코바(체코어: Tereza Voříšková)이다.

## 출연 작품
- 베어 윗 어스 (2018)
- 베어풋 (2017)
- 피프티 (2015)
- 알로이스 네벨 (2010)
- 지상의 낙원 (2009)
- 공주 구출 작전 (2009)
- 컨트리 티처 (2008)
- 래프터스 (2006)